# Пихтипудас
Пихтипудас (фин. Pihtipudas) — община в провинции Центральная Финляндия, Финляндия. Общая площадь территории — 1247,47 км², из которых 172,71 км² — вода.

## Демография
На 31 января 2011 года в общине Пихтипудас проживало 4562 человека: 2256 мужчин и 2306 женщин.
Финский язык является родным для 99,32% жителей, шведский — для 0%. Прочие языки являются родными для 0,68% жителей общины.
Возрастной состав населения:
- до 14 лет — 16,77%
- от 15 до 64 лет — 59,47%
- от 65 лет — 23,78%

Изменение численности населения по годам:
| Год  | Численность |
| ---- | ----------- |
| 1980 | 6091        |
| 1990 | 5680        |
| 2000 | 5225        |
| 2010 | 4563        |
| 2011 | 4562        |